# نوید دیانی
نوید دیانی (انگلیسی: Navid Dayyani؛ زاده ۱۷ فوریهٔ ۱۹۸۷) یک بازیکن فوتبال اهل ایران است.